# Ricardo Pereira Machado
Ricardo Pereira Machado (Porto Alegre, 4 de março de 1872 — Porto Alegre, 4 de janeiro de 1955) foi um político brasileiro. Exerceu o mandato de deputado classista constituinte em 1934.